# 西科斯基MH-60T松鸦鹰直升机
MH-60T 松鸦鹰直升机是由西科斯基（Sikorsky）由UH-60黑鹰直升机所开发生产而来的一款双涡轮轴引擎旋翼中型搜救用直升机，主要装备于美国海岸警卫队，用以执行搜救、执法、军事准备和海洋环境保护任务。最初型号为HH-60J，在2007年进行升级工程后命名为MH-60T松鸦鹰
MH-60T是西科斯基S-70直升机家族的一员，以美国海军的SH-60海鹰直升机为基础开发而成，用以取代海岸警卫队机队中的HH-3F 鹈鹕直升机。  HH-60J于1986年9月开始研制，1989年8月8日首飞，第一架 HH-60J于1990年6月进入美国海岸警卫队服役。一共生产42架。从2010年开始，三架退役的美国海军SH-60F大洋鹰直升机也按照MH-60T规格进行升级以填补先前坠毁损失的三架HH-60J。 目前美国海岸警卫队共有42架MH-60T服役。 

## 发展
HH-60J基于美国海军SH-60 海鹰和西科斯基 S-70 直升机家族的成员。 被选择取代HH-3F 鹈鹕，与其前身 HH-3F 相比，HH-60J 更轻、更快，并配备了更先进的电子设备和更强大的发动机。  HH-60J 是与美国海军的HH-60H 救援鹰联合开发的。 

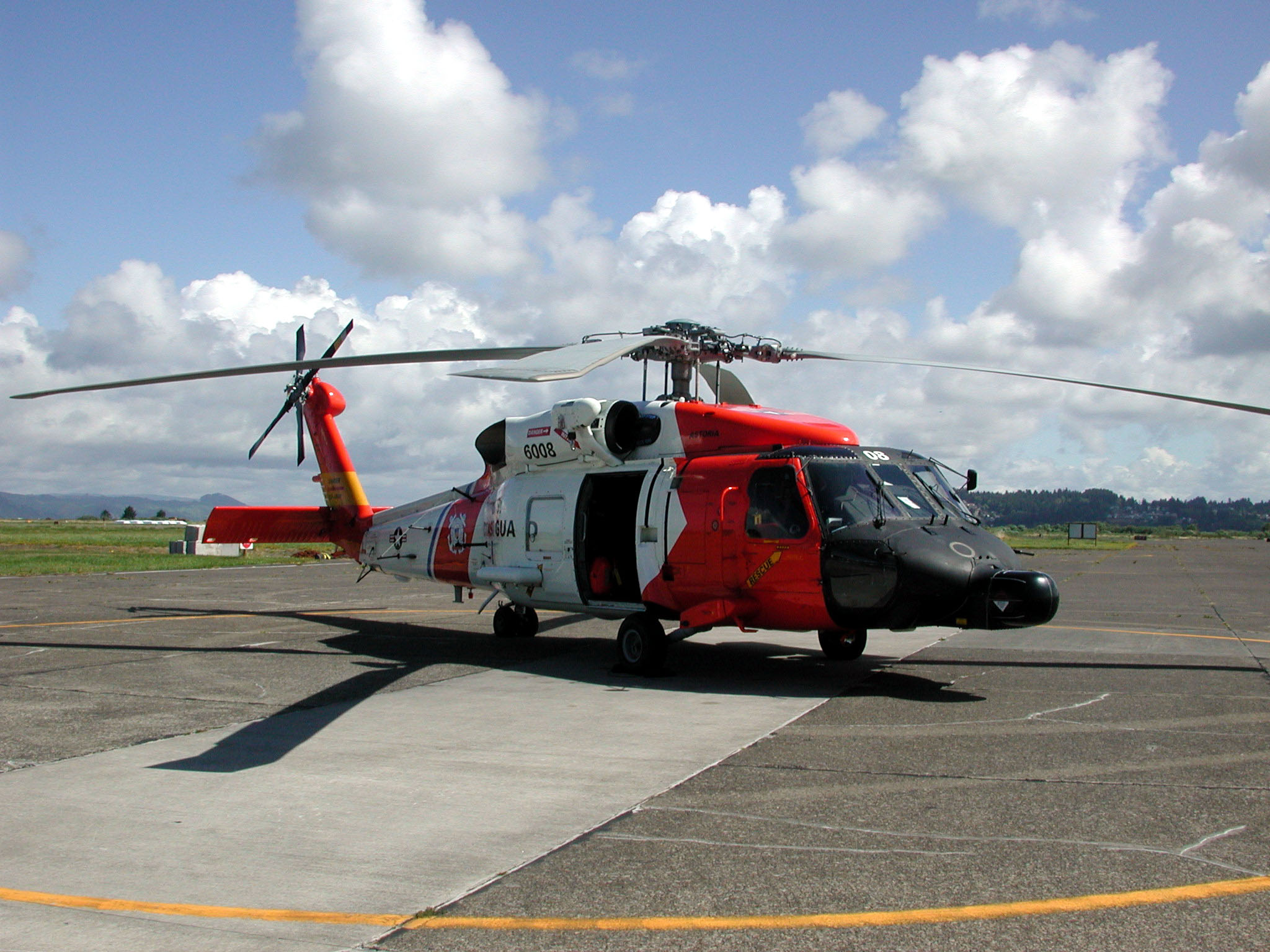
俄勒冈州阿斯托利亚海岸警卫队航空站停机坪上的西科斯基 HH-60J松鸦鹰直升机（美国海岸警卫队注册号 6008）

西科斯基于1986年9月开始进行HH-60J的研制工作，1989年8月8日，原型机（注册号6001）实现首飞。第一架HH-60J松鸦鹰于1990年3月交付至马里兰州美国海岸警卫队帕图森特河航空站进行性能开发测试。北卡罗来纳州伊丽莎白市海岸警卫队航空站是第一个使用 HH-60J松鸦鹰的美国海岸警卫队救援单位。 西科斯基一共生产了42架HH-60J，注册号为（6001-6042）。 1996年，西科斯基在完成第42架生产合同后停止生产HH-60J。随后，海岸警卫队将三架前海军SH-60F大洋鹰直升机升级为同等MH-60T松鸦鹰级别（注册编号 6043-6045）以填补坠机事故所产生的空缺。 

### MH-60T升级方案
美国海岸警卫队于2007年1月开始将机队内42架 HH-60J升级至MH-60T规格。航电升级包包括升级至玻璃化驾驶舱、增强光电/红外传感器系统以及雷达系统。  空中武力升级包包括配备用于警告射击的武器以及安装保护机组人员免受轻武器射击的装甲。   整个MH-60T机队升级计划于2014年2月完成。 

## 设计

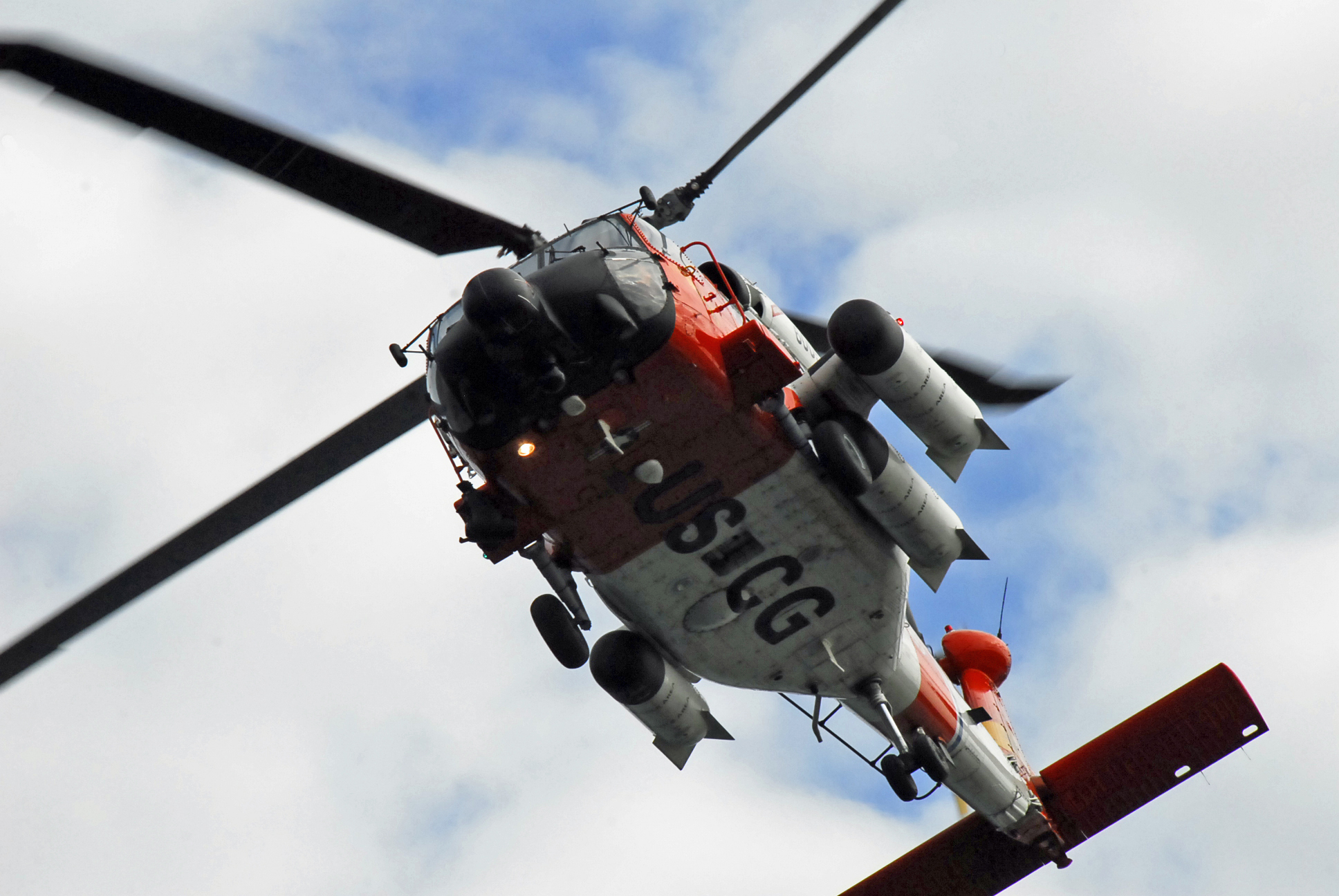
科迪亚克海岸警卫队航空站上空的MH-60J

MH-60T松鸦鹰的正常巡航速度为135至140 kn（155至161 mph；250至259 km/h）并且能够在短时间内提速180 kn（207 mph；333 km/h）。 燃料容量为6,460磅（2,930） ，可以为直升机提供搭载 4 名救援人员至300 mi（483 km）以外的地点，额外搭载最多6人，同时在现场最多停留45分钟，然后安全返回基地的油量。 
松鸦鹰配备的天气和搜索雷达使它的机鼻看起来与其他型号的黑鹰直升机不同。前视红外(FLIR) 传感器转塔安装在机头下方。松鸦鹰可根据任务需要携带三个120 US gal（454 L）副油箱。右舷在门上安装了一个可承受600 lbf（2.67 kN）的拉力，长度为200英尺（61.0米）救援吊车。 使用柯林斯 RCVR-3A 无线电同时接收来自 NAVSTAR 系统 18 颗全球卫星中的四颗的信息作为其主要的定位系统。HH-60J通常部署在海岸警卫队航空站，但也可以部署到中程海岸警卫队巡逻舰 (WMEC)或远洋海岸警卫队巡逻舰 (WHEC)上 。
MH-60T 配备一挺7.62毫米M240通用机枪和巴雷特 M82半自动狙击步枪用以警告射击。  

## 服役状况

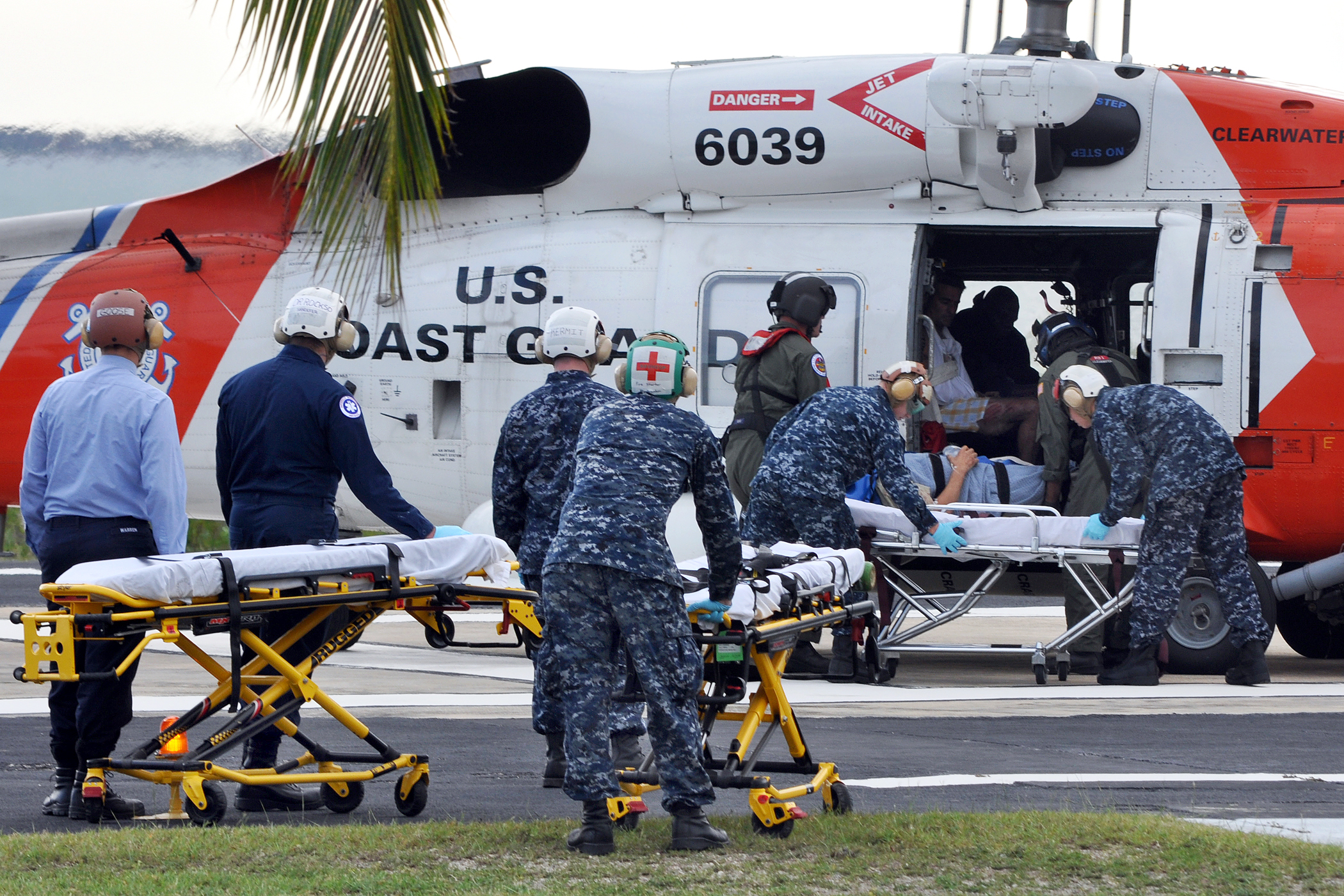
2010年海地地震期间，一架 HH-60J 在美国海军关塔那摩湾海军基地医院卸下伤者。

1990 年，HH-60J松鸦鹰开始逐步替换美国海岸警卫队服役的HH-3F鹈鹕和CH-3E海王直升机。 HH-60J主要执行搜救，海上巡逻和缉毒任务。  1991年沙漠风暴行动期间，海岸警卫队的 HH-60J和其他直升机在波斯湾为联军执行了数次船只拦截任务，并在2003年持久自由行动为美国海军提供支援。 
2011年1月，朱诺山地救援志愿者与阿拉斯加州警和美国海岸警卫队合作，在海恩斯附近的里皮克斯基山成功营救了一名受伤的徒步旅行者。从锡特卡起飞的海岸警卫队MH-60T松鸦鹰直升机将受伤的徒步旅行者运送到阿拉斯加朱诺巴特利特地区医院。 
2012 年 10 月 29 日，编号 6031 (70-1790)的松鸦鹰 在飓风桑迪期间参与对HMSBounty的海上救援行动。
从2009年开始，海岸警卫队松鸦鹰机队主要搭载在海岸警卫队巡逻舰上用以进行缉毒巡逻和海上执法。
2016 年，有数架松鸦鹰喷上了黄色特别涂装以庆祝海岸警卫队航空队成立100 周年。黄色涂装代表了1940年代和1950年代某些海岸警卫队和海军直升机上使用的颜色。第一架带有特别涂装的松鸦鹰于2016 年 1 月 15 日交付至俄勒冈州阿斯托利亚海岸警卫队航空站。 

## 衍生型
HH-60J
中程搜救直升机。1990年至1996年间向美国海岸警卫队交付了42架。
MH-60T
中程搜救直升机。2007年到2014年间，剩余的39 架 HH-60J 机体获得了航电以及武器升级 同时改装三架SH-60F大洋鹰直升机至MH-60T规格以替代损耗的HH-60J。  

## 用户

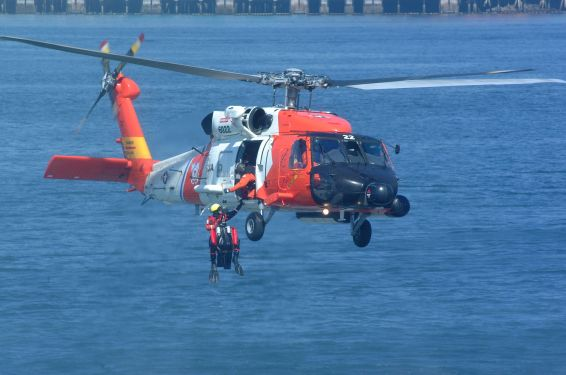
松鸦鹰正回收一名搜救蛙人。

美国
- 美国海岸警卫队

- - 阿斯托利亚海岸警卫队航空站
  - 鳕鱼角海岸警卫队航空站
  - 克利尔沃特海岸警卫队航空站
  - 伊丽莎白市海岸警卫队航空站
  - 科迪亚克海岸警卫队航空站
  - 圣迭戈海岸警卫队航空站
  - 锡特卡海岸警卫队航空站
  - 特拉弗斯城海岸警卫队航空站
  - 博林昆海岸警卫队航空站
  - 海岸警卫队航空培训中心[16]

## 事故
截至2010年7月，HH-60J松鸦鹰直升机共发生3起坠毁事故，其中包括两起致命事故。   

## 规格 (HH-60J)
大多数数据适用于 HH-60J，MH-60T 的数据如下所示。
基本信息
- 机组人员: 4 (两名飞行员，两名搜救人员)
- 长度: 64 ft 10 in (19.76 m)
- 旋翼直径: 53 ft 8 in (16.36 m)
- 高度: 17 ft 0 in (5.18 m)
- 空重: 14,500 lb (6,580 kg)
- 最大起飞重量: 21,884 lb (9,926 kg)
- 发动机: 2 × 通用电气 T700-GE-401C涡轮轴引擎, 每具1,410 kW

性能
- 最大速度: 205 mph (333 km/h, 180 kn)
- 巡航速度: 160 mph (260 km/h, 140 kn)
- 作战半径: 802 mi (1,300 km, 700 nmi)

武器
- 1 × 7.62毫米 M240通用机枪(MH-60T)[9]
- 1 × 12.7毫米 巴雷特M82半自动狙击步枪 (MH-60T)[9]

## 引用
1. 1 2   (PDF). United States Coast Guard. November 2009  [2010-07-07]. （原始内容 (PDF)存档于17 November 2010）. All 42 H-60 aircraft are scheduled to be modernized by 2015
2. 1 2 3  . Naval Supply Systems Command website. Naval Supply Systems Command.   [2010-07-07]. （原始内容存档于8 July 2010）. Jayhawks have replaced the Sikorsky HH-3F Pelican helicopters ...
3. 1 2 3  "SH-60F to MH-60T Conversion Process" 的存檔，存档日期27 April 2014.. United States Coast Guard, 4 April 2014
4. ↑  MH-60T: Jayhawk 的存檔，存档日期28 January 2013.. U.S. Coast Guard
5. 1 2  Leoni, Ray D. Black Hawk, The Story of a World Class Helicopter, pp. 212-213. American Institute of Aeronautics and Astronautics, 2007. ISBN 978-1-56347-918-2.
6. ↑  . Helis.com.   [2010-07-07]. （原始内容存档于13 May 2010）. 42 delivered from 1990. 1 written off.
7. ↑  . United States Coast Guard website. United States Coast Guard.   [2010-07-07]. （原始内容存档于2 August 2010）. The MH-60T project will upgrade 42 in-service HH-60J helicopters ...
8. 1 2  Aviation Update newsletter 的存檔，存档日期18 September 2008.. US Coast Guard, January/February 2007.
9. 1 2 3 4  . United States Coast Guard website. United States Coast Guard. 2009-06-09  [2010-07-08]. （原始内容存档于30 November 2010）. The AUF package equips the MH-60T with a 7.62mm machine gun for firing warning shots and a .50 caliber long range rifle for precise targeting...
10. ↑  Acquisition Update: Final Jayhawk Completes Conversion to MH-60T Model 的存檔，存档日期27 April 2014.. U.S. Coast Guard, 19 February 2014.
11. 1 2  Thirteenth Coast Guard District Public Affairs Office.  (PDF). United States Coast Guard website. United States Coast Guard. 2003-04-21  [2010-07-07]. （原始内容 (PDF)存档于9 June 2011）. ...carry out the Coast Guard's search and rescue, law enforcement, military readiness and marine environmental protection missions...
12. ↑   (PDF). USCG.mil. USCG.   [14 January 2017]. （原始内容 (PDF)存档于11 January 2017）.
13. 1 2  Tomajczyk, Stephen F. Black Hawk, pp. 74-74. MBI, 2003. ISBN 0-7603-1591-4.
14. ↑  . Coast Guard News. January 6, 2011  [March 21, 2015]. （原始内容存档于2 April 2015）.
15. ↑  .   [2021-08-26]. （原始内容存档于2022-02-01）.
16. ↑  . uscg.mil.   [2 February 2013]. （原始内容存档于28 January 2013）.
17. ↑  Freeze, Ken. . check-six.com. Check Six.   [2010-07-07]. （原始内容存档于19 October 2010）. Date of incident: 8 December 2004....Aircraft type and Coast Guard tail number: Sikorsky HH-60 Jayhawk, 6020
18. ↑  Liesik, Geoff. . Deseret News. Deseret News Publishing Co. 2010-03-05  [2010-07-07]. （原始内容存档于15 July 2010）. The Jayhawk that crashed was one of two returning to North Carolina from Washington state.... It was last heard from just before 10 a.m. Wednesday.
19. ↑  Green, Sara Jean. . Seattle Times. The Seattle Times Company. 2010-07-07  [2010-07-07]. （原始内容存档于10 July 2010）. The MH-60 Jayhawk helicopter crashed around 9:30 a.m. off James Island near the mouth of the Quillayute River at the northwest tip of Washington state.